# Igor Alexejewitsch Kaschkarow
Igor Alexejewitsch Kaschkarow (russisch Игорь Алексеевич Кашкаров, engl. Transkription Igor Kashkarov; * 5. Mai 1933 in Malmysch) ist ein ehemaliger sowjetischer Hochspringer.
Bei den Olympischen Spielen 1956 in Melbourne gewann er mit 2,08 m die Bronzemedaille hinter Charles Dumas aus den USA (2,12 m) und dem Australier Chilla Porter (2,10 m).
1958 wurde er Vierter bei den Leichtathletik-Europameisterschaften in Stockholm, und 1961 errang er Silber bei der Universiade.
Seine persönliche Bestleistung von 2,14 m stellte er am 8. August 1957 in Moskau auf.